# Афродита
 Тази статия е за древногръцката богиня.  За албума на Кайли Миноуг вижте Aphrodite (албум).  
Афродита (на гръцки: Αφροδίτη, „родена от морската пяна“), наричана и Киприда (от Кипър) и Анадиомена (излизаща от морето), в древногръцката митология e богиня на красотата и любовта, но не толкова като нежно чувство, колкото като бурна страст. В нея на любовната власт на Афродита се подчиняват не само хората, но и всички богове, освен богините Атина, Артемида и Хестия. Отъждествява се с римската богиня Венера. 

## Произход
За произхода на Афродита има две основни версии. 
Според Омировите епоси „Илиада“ и „Одисея“, най-ранните известни произведения на древногръцката литература, Афродита е дъщеря на Зевс и Диона.
Според поемата на Хезиод „Теогония“, когато Кронос отрязва гениталиите на Уран и ги хвърля в морето, около безсмъртната му плът се образува бяла пяна и от нея се ражда Афродита. Красивата богиня, излиза на сушата на остров Кипър, но за нейно родно място е считан остров Китера/Китира.

## Изобразяване
Със своя източен произход Афродита е близка финикийската Астарта, вавилонско-асирийската Ищар и египетската Хатхор и е отъждествявана с тях. В този образ Афродита има свита от диви зверове – лъвове, вълци, мечки.  
В Древна Гърция приближаващите я до малоазиатските богини черти са по-смекчени. С времето се утвърждава и разграничение между Афродита Урания - небесната Афродита, която отговаря на по-възвишените любовни стремления, и Афродита Пандемос - на целия народ, която е олицетворение на по-грубите и неопосредствени страсти. 
Архаичната богиня се отличава със стихийна сексуалност. Тя владее разпалването на похотта и ирационалната човешка страст. Постепенно тя се превръща в кокетната и игрива Афродита, заела своето място сред боговете на Олимп, класическата Афродита – дъщеря на Зевс и Диона. В съхранените фрагменти от трагедията на Есхил „Данаиди“ Афродита също е представена като богиня на плодородието. 

Една от статуите с най-голяма слава в Древността е Афродита Книдска – изработена от Праксител, във връзка с поръчка на жителите на о. Кос. Скулпторът им предлага 2 статуи, едната от които - изобразяваща богинята облечена (както е обичайно за женските статуи тогава, за разлика от мъжките), а другата – гола. Иновативното му решение не се харесва на островитяните, така че той намира на голата Афродита друг купувач - жителите на град Книд, в областта Кария. Там скоро се сдобива с голяма слава и витинският цар Никомед I предлага на жителите на Книд да им опрости дълговете, ако му отстъпят красивата скулптура, но те отказват. Статуята не се е запазила до наши дни, но по изображения върху монети са направени копия, близки до оригинала.
Прочута статуя на Афродита е и Венера Милоска, изложена в Лувъра. Тя е намерена случайно през 1820 г. на о. Милос от гръцки селянин. Виделият я френски офицер убедил френския консул в Константинопол да я купи за Френския музей, но тя вече била  продадена на турски чиновник. В последвалата схватка статуята губи ръцете си, които остават на пристанището и не са намерени.

## Митология

### Хефест срещу Арес
В много от митовете Афродита е показана като суетна, раздразнителна и обидчива, както и като изневеряваща съпруга и прелюбодейка. Омъжена е от Зевс за мрачния бог-ковач Хефест, най-грозния сред боговете, нарочно понеже с изкусителната си хубост можела да предизвика свади между божествата. Но най-спокойният и уравновесен Вулкан не й се нрави; тя изглежда предпочита Арес – избухливия бог на войната. Нещастието да е женена за Хефест я кара да търси по-приятна компания в лицето на Арес, Адонис, Хермес. Той пък, честит с женитбата си, изковава за нея прекрасни украшения, с които е още по-неустоима за мъжете.
Хефест веднъж много остроумно я хваща в прегръдките на Арес, използвайки мрежа, и събира Олимпийците да им се присмиват. Пуска ги срещу обещанието да прекратят връзката си, но те бягат и не го спазват. В други легенди Афродита е съпруга на Марс (Арес).

### Парис и Елена
Афродита е в основната на гибелната връзка между Хубавата Елена и Парис, станала повод да започне Троянската война. В самата война Афродита се опитва да се намесва в полза на троянците. Именно тя спасява Парис в двубоя му с Менелай, царя на Спарта.

### Историята на Психея
Афродита силно ревнува красотата на смъртната Психея. Тя моли Ерос да хвърли някоя от златните си стрели към нея и да я накара да се влюби в най-грозния мъж на света, обаче той неволно убожда себе си с предвидената за девойката и се влюбва в Психея. В това време нейните родители се тревожат, че още не е задомена. Оракул, им казва, че съдбата на тяхната дъщеря е да има безсмъртен любовник, който живее на върха на особена планина. Примирена със своята съдба Психея се изкачва на върха на планината. Там Зефир – западният вятър я подема и отнася до подножието. Тя влизла в една пещера и с почуда открива, че е пълна с бижута и нови дрехи. 
Ерос я посещава всяка нощ в пещерата и прави любов с нея, изисквайки от нея само да не го осветява, за да не узнае кой е (или поне, че е бог - видно от крилата на гърба му). Нейните две сестри й завиждат и успяват да я накарат да наруши обещанието си. Капка от горещото масло от лампата капва на гърдите на Ерос, който се събужда и избягва. После сестрите на Психея тайно една от друга се изкачват към върха на планината, надявайки се Ерос да ги хареса, но загиват по пътя. 
Психея търси своя любим из цяла Гърция и накрая стига до храм на Деметра, чийто под е покрит със смесени зърна, които тя разтребва и богинята я награждава за това, като й съобщава, че най-добрият начин да намери Ерос е да намери неговата майка Афродита и да спечели нейната благословия. Младата жена открива храма на Афродита и влиза вътре. Там Афродита ѝ възлага задача, подобна на тази получена в храма на Деметра, но ѝ дава невъзможно кратко време за изпълнението ѝ. Ерос се намесва, тъй като все още я обича, и кара няколко мравки да ѝ помогнат със зърната. Афродита е поразена от успеха й и й нарежда да отиде на полето, където пасат златни овце, и да вземе от тяхната златна вълна. Психея намира полето и вижда овцете, но е спряна от речен бог, чиято река трябва да пресече, за да навлезе в полето. Той й казва, че овцете са зли и злобни и ще я убият, но ако изчака до обяд, овцете ще отидат на сянка от другата страна на полето и ще заспят. Тогава тя ще може да събере вълната, полепнала по клоните и кората на дърветата. Психея прави това и Афродита е още по-удивена и ядосана от нейното оцеляване и успех. Накрая богинята твърди, че стресът от грижите за сина й, депресиран и болен в резултат на изневярата (измамата на доверието му) на Психея, я е накарал да загуби част от красотата си. Кара Психея да отиде при Хадес и да поиска от Персефона, господарката на Подземния свят (Аид), частица от нейната красота, затворена в черна кутия, която девойката отваря и изпада в безсъзнание. От смъртта я спасява пак Ерос и вече с одобрението на Зевс се жени за нея, а тя самата получава амброзия, благодарение на което става безсмъртна богиня.

### Адонис
Има 2 предания за Адонис. Според едното от тях, разпространено в гръко-римския свят благодарение на „Метаморфози“ на Овидий, Адонис е млад, красив ловец, роден при кръвосмешението на кипърския цар Кинирас с дъщеря му Мира (наказана за това, чрез превръщане в миртово дърво). Като любимец на богинята Афродита (Венера) младежът си спечелва ненавистта на съпруга ѝ, ревнивия бог Арес (Марс). Божеството изпраща един глиган, който го разкъсва. Кръвта му Венера превръща в цветето съсънка (анемона). Трогнат от мъката на дъщеря си, Зевс (представян в легендата, като баща на Венера, за разлика от други, в които това по-скоро е Уран) нарежда на брат си Хадес, бог на Подземното царството на сенките (душите), да пуска Адонис обратно на земята на всеки 6 месеца през годината, които той да прекарва с Афродита. Тогава природата се пробужда, защото Афродита се радва на любимия си.
Според другата легенда, Адонис е обичан не само от Венера, но и от Прозерпина (Персефона). За да има мир между тях, Зевс нарежда на Адонис да прекарва половин година на земята (на повърхността на Земята), а другата половина – в Царството на мъртвите (Аид), чиято владетелка е Персефона, като жена на Хадес.

### Анхис
Афродита често внушава на Зевс страст към смъртни жени, което нейно умение го дразни и той решава да я накаже. Удава му се да я накара да се влюби в смъртния младеж Анхис, пасящ стадата в Ида, най-високата планина на Троада. За да не го уплаши, тя приема вид на смъртна девойка и казва, че е дъщеря на фригийския цар. Отдава му се и зачева от него сина му Еней, когото (вече в истинския си облик) му обещава да му доведе след 5 години и да му го остави завинаги.

## Потомство (според различните източници)
- От богове
  - От Арес
    - Любовни божества: Ерос, Антерос, Химерос
    - Богинята на съгласието Хармония
    - Богове на страха и ужаса: Фобос и Деймос

  - От Дионис
    - Харитите Аглая, Ефросина и Талия
    - Хименей - божество на брака и на сватбените песни.
    - Приап - покровител на селскостопанската продукция.

  - От Хермес
    - Богините Евномия, Пейто, Родос/Рода, Тихе/Тюхе (Фортуна)
    - Хермафродит - роден като мъж, по-късно - превърнат в андрогин.
- От смъртни мъже
  - От Анхис - Еней - троянски герой и далечен прародител на Ромул и Рем, основателите на Древен Рим.
  - От Бут от остров Сицилия - (Аполодор, I, 9, 25) - Ерикс